# محمد حسن الصدر
محمد حسن الصدر (1882 - 1956 م)
هو سياسي ودبلوماسي عراقي.

السيد محمد حسن الصدر يتوسط الجالسين، الصورة لأعضاء في مجلس الأعيان العراقي سنة 1933

تولى رئاسة الوزراء في العراق في 29 كانون الثاني 1948 م .
قدم استقالته في 16 حزيران 1948 في اليوم التالي لانتهاء الانتخابات النيابية ، كان عضواً في مجلس الأعيان العراقي وتولى رئاسته ، والده هو الباحث والكاتب والمرجع الديني حسن الصدر.
توفي في 3 نيسان العام 1956.